# Лацис, Спирос
Спи́рос Ла́цис (греч. Σπύρος Λάτσης, род. 15 августа 1946 года, Афины) — греческий предприниматель. С 1999 года Спирос Лацис управляет состоянием семьи Лацис. Его отец, судовладелец Яннис Лацис умер в 2003 году. 
По данным 2018 года Спирос Лацис значится на 729-м месте в списке богатейших людей по версии журнала Forbes. Состояние семьи Лацис составляет 2,8 млрд долларов США на 13 июня 2018 года. Семья занимается судоходством через британскую компанию Latsco (London) Ltd., основанную в 2006 году, банковской деятельностью, недвижимостью и поставками нефти. Семья Лацис владеет 45,5 % акций нефтяной компании Hellenic Petroleum через люксембургскую компанию Paneuropean Oil and Industrial Holdings SA, и 50,9 % акций греческой компании Lamda Development, публичной компании-застройщике в Юго-Восточной Европе, основанной в 1977 году, через люксембургскую компанию Consolidated Lamda Holdings SA. У семьи также есть доля (43,8 %) в EFG International AG, частной банковской группе в Цюрихе, через швейцарскую компанию EFG Bank European Financial Group SA. Семья управляет греческой компанией PrivatSea, которая обслуживает суперъяхты.
В ходе долгового кризиса в Греции 2010 года семья Лацис в 2012 году отказалась от доли в крупном греческом банке Eurobank Ergasias. Холдинг EFG Consolidated Holdings SA владел 43,6 % акций банка. Также семья продала швейцаркую авиакомпанию PrivatAir.
Семья Лацис с февраля 2013 года владеет долей в швейцарском холдинге La Tour Holding SA, которому принадлежит клиника Ла-Тур (Hôpital de la Tour) в Мерене. Членом совета директоров холдинга с 2018 года является Яннис Спирос Лацис, сын Спироса.

## Биография
Спирос Лацис родился 1 января 1946 года в семье Янниса Лациса (1910—2003) и Эрьеты Цукалас (Eριέττα Tσουκαλά). У Спироса две сестры Маргарита (Μαργαρίτα Λάτση) и Марьяна Лацис (Μαριάννα Λάτση, род. 1953). Учился в Лондонской школе экономики и политических наук, получил степень бакалавра по экономике в 1968 году, степень магистра в области логики и научного метода в 1970 году и степень доктора философии в 1974 году.
В 1981 году основал швейцарскую компанию EFG Bank European Financial Group SA. В 1989 году стал председателем люксембургского холдинга EFG Consolidated Holdings SA. С 2005 года является неисполнительным директором EFG International AG. Является председателем группы Latsis Group и люксембургской компании Paneuropean Oil & Industrial Holdings SA, основанной в 1990 году, а также президентом Société d'Etudes techniques et économiques SA (SETE) в Женеве, директором банка EFG Eurofinanciere D'investissements S.A.M. в Монако и неисполнительным директором холдинга Consolidated Lamda Holdings SA в Люксембурге. Является попечителем Института перспективных исследований в Принстоне и членом наблюдательного совета благотворительного фонда John S. Latsis Public Benefit Foundation.
В 2006 году получил степень почетного доктора наук в Университете Виттен-Хердеке в Виттене за монографию 2006 Encounters with Freedom.
Спирос Лацис живёт в Женеве в Швейцарии. Женат, имеет двоих детей.